# Người truyền ký ức
Người truyền ký ức (tựa gốc: The Giver) là một phim điện ảnh khoa học viễn tưởng xã hội của Mỹ năm 2014 do Phillip Noyce đạo diễn và có sự tham gia của Jeff Bridges, Brenton Thwaites, Odeya Rush, Meryl Streep, Alexander Skarsgård, Katie Holmes, Cameron Monaghan, Emma Tremblay, Taylor Swift, Thabo Rametsi và Alexander/James Jillings. Phim dựa trên cuốn tiểu thuyết The Giver (1993) của Lois Lowry.